# Karel Příza

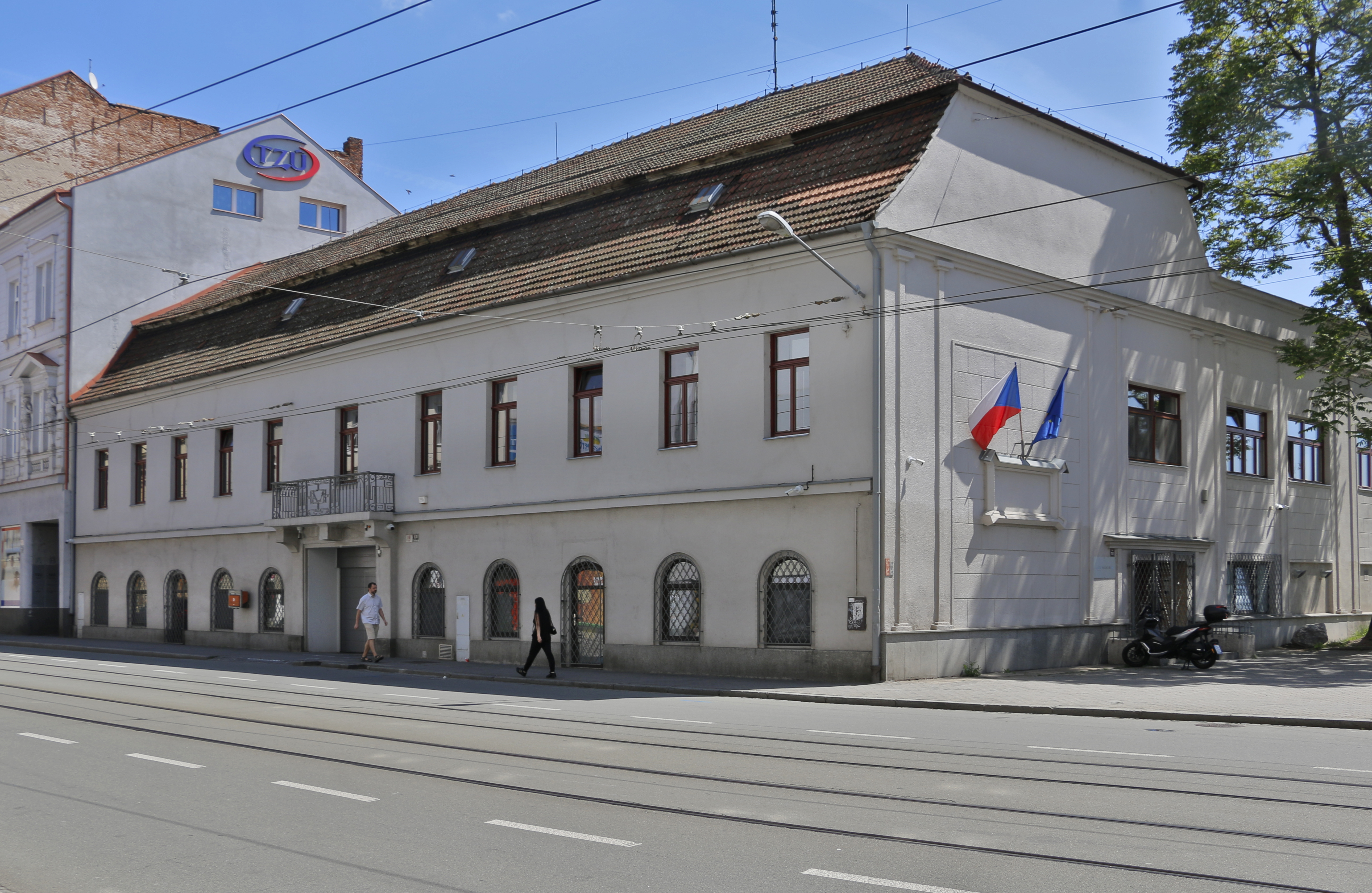
Cejl č. 10 v Brně - bývalá továrna Karla Přízy (snímek z roku 2024)

Karel Příza (1781-1854) byl podnikatel v brněnském textilním průmyslu.

## Rodina Karla Přízy
Karel Příze pocházel z řeznické rodiny na předměstí Brna, s manželkou Emericií Přízovou měl tři syny. 
Podnikání v textilním průmyslu mu přineslo během krátké doby značné zisky. Vedle továrních objektů zakoupil v roce 1825 statek a zámek v  Konici, který se po restauraci stal bydlištěm rodiny Přízů až do roku 1945. Celý majetek přenechal Příza svým třem synům. Nejznámější z nich byl Leopold Příza, který spravoval konický statek a stal se mimo jiné poslancem Moravského zemského sněmu. 

## Podnikatelská činnost
Kontinentální blokáda  z roku 1806 přinesla přinesla pro výrobce textilií v Rakouském mocnářství velmi příznivé podmínky, které trvaly asi až do roku 1815. V Brně, největším středisku vlnařské výroby v mocnářství bylo např. v roce 1807 registrováno 8 firem s průmyslovou výrobou vlněných tkanin s celkem 1100 zaměstnanci (více než polovina tkanin pocházela z manufaktur a  domácké výroby). Do roku 1815 se zvýšil počet firem a zaměstnanců ve vlnařském průmyslu asi na trojnásobek.  
Karel Příza jako vyučený soukeník a mistr (v brněnské manufaktuře Biegmann) začal také (jako jediný Čech mezi německými a židovskými kolegy v Brně) samostatně podnikat. V roce 1810 zakoupil na brněnském Cejlu tři domky, ze kterých vytvořil spojením tovární objekt a u mlýnského náhonu postavil barevnu tkanin. V roce 1815 zde bylo v provozu 20 tkalcovských stavů, na kterých vyrobil s cca 90 zaměstnanci 500 kusů sukna (cca 10 000 m²). Příze (z mykané vlny) pro tkalcovnu nechal vyrábět ve mzdě na 4 linkách (x) v brněnských přádelnách. 
((x) 1 výrobní linka  sestávala z 10 dopřádacích strojů (spinning mule) s příslušným předpřádlem pro mykané příze). 
Krize, která nastala po skončení kontinentální blokády, postihla i Přízu. V roce 1818 musel snížit výrobu na polovinu, ale již v roce 1820 vyrobil kolem 15 000 m² sukna a kazimíru, přikoupil strojní valchu a v tomto roce obdržel definitivní tovární privilegium. 
V roce 1842 byla firma Příza evidována jako nejmenší z 18 brněnských průmyslových spotřebitelů vlny (0,2 % z celkových 1100 tun). (456 domáckých výrobců sukna a kazimíru spotřebovalo za stejnou dobu asi 3700 tun).
Po smrti Karla Přízy byly prostory továrny pronajaty různým textilním firmám. O zániku firmy a o vlastnických poměrech objektu v dalších letech není veřejně nic známo.
V roce 1946 byla v Brně ulice Trnitá přejmenována na Přízova se zdůvodněním, že Karel Příza byl první textilní podnikatel české národnosti usilující o sociální opatření pro své zaměstnance. 